# Oberkrossen
Oberkrossen ist ein Ortsteil der Gemeinde Uhlstädt-Kirchhasel im Landkreis Saalfeld-Rudolstadt in Thüringen.

## Geografie und Geologie
Oberkrossen liegt am rechten Ufer der Saale und ist mit Kleinkrossen links der Saale seit jeher verbunden. Über eine Brücke ist Oberkrossen mit Kleinkrossen verbunden. Die 139 registrierten Einwohner erreichen über die Ortsverbindungsstraße Uhlstädt. Dort haben sie Anschluss an die Bundesstraße 88 in Richtung Jena und Rudolstadt. Nahe dem Ort verläuft die Bahnstrecke Großheringen–Saalfeld mit dem Haltepunkt Uhlstädt
Die grundwassernahen Böden der Saaleaue sind sehr fruchtbar. An den Hängen der Berge zur Orlaplatte steht Wald. Auf den terrassenartigen Plateaus nutzen die Bauern die Sandsteinverwitterungsböden.
Nachbarorte sind westlich Weißen, nördlich Uhlstädt und östlich Zeutsch.

## Geschichte
Die urkundliche Ersterwähnung von Oberkrossen fand 1071 als Crozne statt. Bis Anfang des zwanzigsten Jahrhunderts war Oberkrossen eine eigenständige Gemeinde, zu welcher der Ortsteil Kleinkrossen gehörte. 1922 wurde Oberkrossen dann zusammen mit Kleinkrossen nach Uhlstädt eingemeindet.
Von jeher spielte für die Menschen die Saale und ihr Fischreichtum sowie ihre Aue mit den grundwassernahen Böden eine wichtige Rolle. Neben Landwirtschaft und Fischerei war die Flößerei ein bedeutender Wirtschaftszweig. An diese Tradition erinnern bis heute die alle zwei Jahre in Oberkrossen stattfindenden Uhlstädter Flößerfeste.